# 경주 원성왕릉 석상 및 석주일괄
경주 원성왕릉 석상 및 석주일괄(慶州 元聖王陵 石像 및 石柱一括)은 대한민국 경상북도 경주시, 원성왕릉을 중심으로 좌·우 입구에 한 쌍씩 석조상들이 배치되어 있으며, 수량은 문·무인 4점, 사자상 4점, 석주 2점으로 총 10점이다. 2005년 1월 22일 대한민국의 보물 제1427호로 지정되었다.

## 개요
사적 제26호 경주 원성왕릉을 중심으로 좌·우 입구에 한 쌍씩 석조상들이 배치되어 있다.
무인상은 서역인 또는 서역풍을 나타내고 있어서 동서문화의 교류적 측면에서 크게 중시되고 있는 자료이며, 통일신라시대 절정기의 사실적인 조각인 성덕대왕 능 석인상을 계승하여 매우 사실적으로 조각된 상이다.
또한 이들 문·무인상들은 흥덕대왕 능의 석상들보다 앞선 생동감을 갖고 있고 역동적인 사실성을 나타낸 대표적인 조각품으로 신라 조각사를 연구하는 데 중요한 비중을 차지하고 있다. 아울러 8세기의 이상적 사실 조각과 함께 당대의 찬란한 신라 문화의 진수를 알려주는 귀중한 자료이다.

## 같이 보기
- 원성왕릉

## 참고 자료
- 경주 원성왕릉 석상 및 석주일괄 - 국가유산청 국가유산포털